# Karlskrona
Karlskrona – miasto w południowej Szwecji, ośrodek administracyjny regionu Blekinge i gminy Karlskrona, port wojenny nad Morzem Bałtyckim.
Port Marynarki Wojennej w Karlskronie znajduje się na liście światowego dziedzictwa UNESCO.

## Geografia
Miasto leży na trzydziestu trzech wyspach archipelagu Blekinge na skalistym wybrzeżu Morza Bałtyckiego.
Centrum miasta położone jest na wyspie Trossö. Inna wyspa, Stumholmen, była dawniej własnością Marynarki Wojennej; teraz znajduje się tam Muzeum Marynarki Wojennej - Marinmuseum.

## Historia
Miasto zostało założone w 1680 roku, gdy przeniesiono tam siedzibę Szwedzkiej Królewskiej Marynarki. Nazwa pochodzi od zestawienia imienia króla Karola XI i szwedzkiego słowa krona (Karlskrona – Korona Karola).

## Architektura
Wzniesione w siedemnastym i początkach osiemnastego wieku budynki stoją do dziś, w tym kościół Fryderyka wybudowany w latach 1720–1744. Inny, zaprojektowany przez tego samego architekta Nicodemusa Tessina młodszego, kościół Świętej Trójcy zwany także Kościołem Niemieckim powstał w latach 1697–1709. Jest to okrągły budynek z dachem kopułowym, co nie jest typową dla Szwecji konstrukcją.
Kolejnym znanym kościołem Karlskrony jest drewniany kościół Admiralicji. Jest to największa drewniana świątynia w Szwecji, mogąca pomieścić 4000 osób. Wybudowany w 1685, jest całkowicie drewnianą konstrukcją, z zewnątrz pokryty farbą koloru Falu rödfärg (czerwony falu) czyli w tradycyjnym szwedzkim kolorze.
Stocznia w Karlskronie została założona równocześnie z miastem, stając się szybko (ok. roku 1711) największym zakładem przemysłowym w Szwecji.
Na pobliskiej wyspie Tjurkö znajduje się fort Kungsholms.

## Karlskrona współcześnie
Dziś Karlskrona jest prężnie rozwijającym się ośrodkiem branży informatycznej. W mieście rozwinął się przemysł stoczniowy, porcelanowo-fajansowy oraz elektrotechniczny. W regionie Blekinge stworzono warunki dla rozwoju przemysłu nowych technik i technologii oraz istnieje uniwersytet Blekinge tekniska högskola – Instytut Techniczny Blekinge.

## Transport
Miasto leży przy autostradzie E22 z Kalmaru do Malmö.
Istnieje bezpośrednie połączenie promowe Karlskrony z Gdynią, obsługiwane przez promy linii Stena Line.

## Miasta partnerskie
- Hillerød
- Horten
- Lovisa
- Ólafsfjörður
- Kłajpeda
- Gdynia
- Bałtyjsk
- Rostock

## Galeria

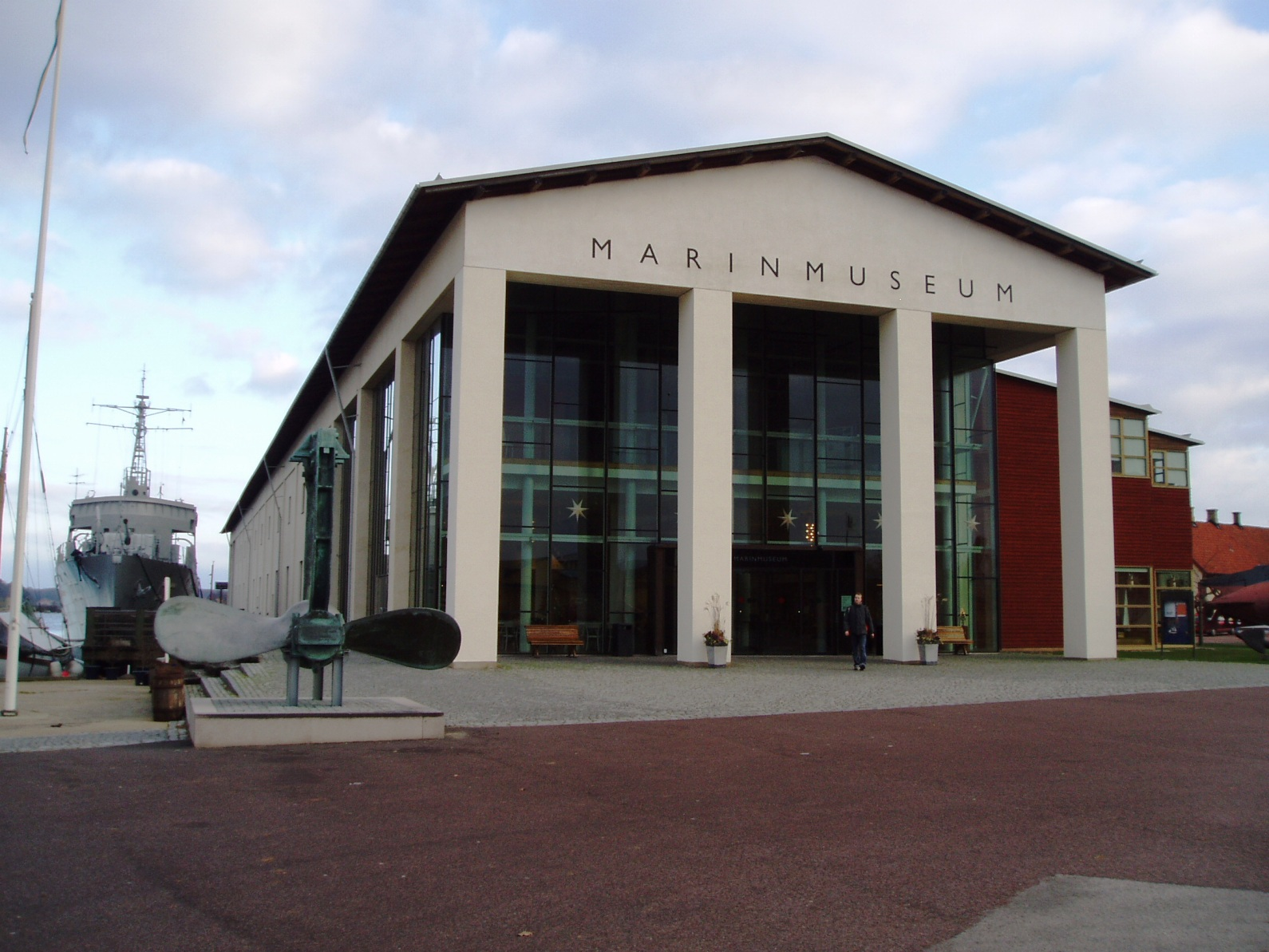
Muzeum Marynarki
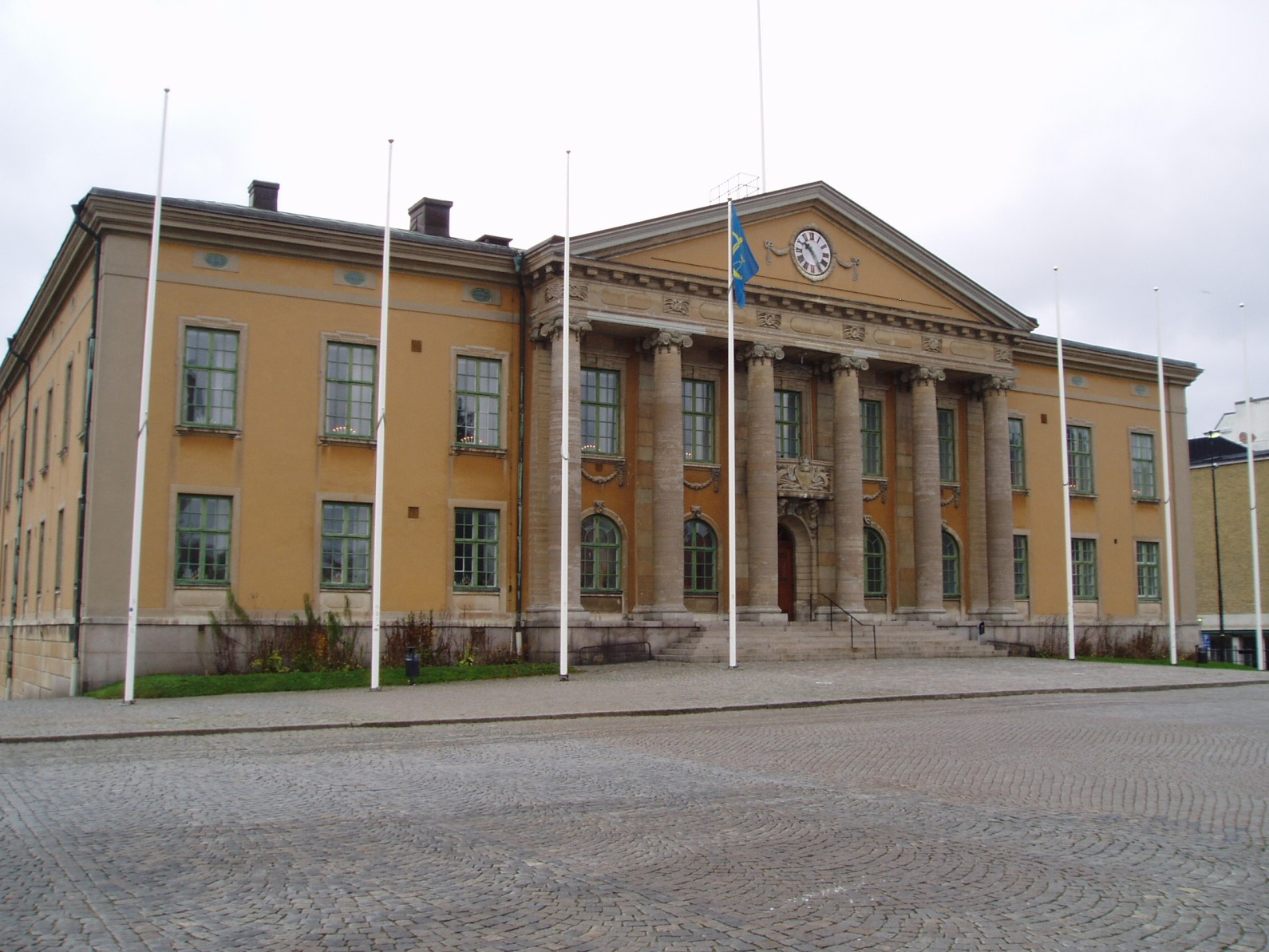
Ratusz
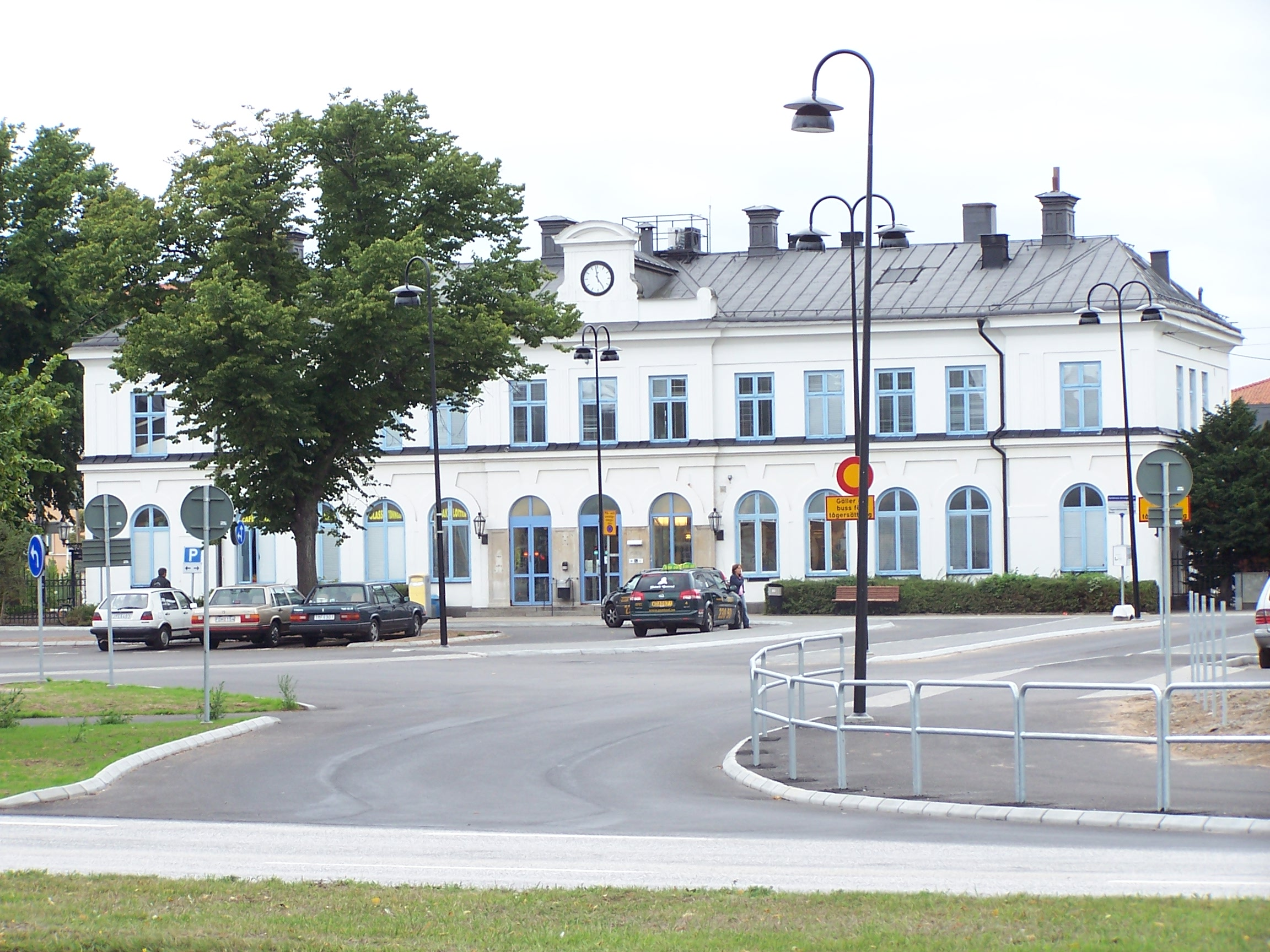
Dworzec kolejowy
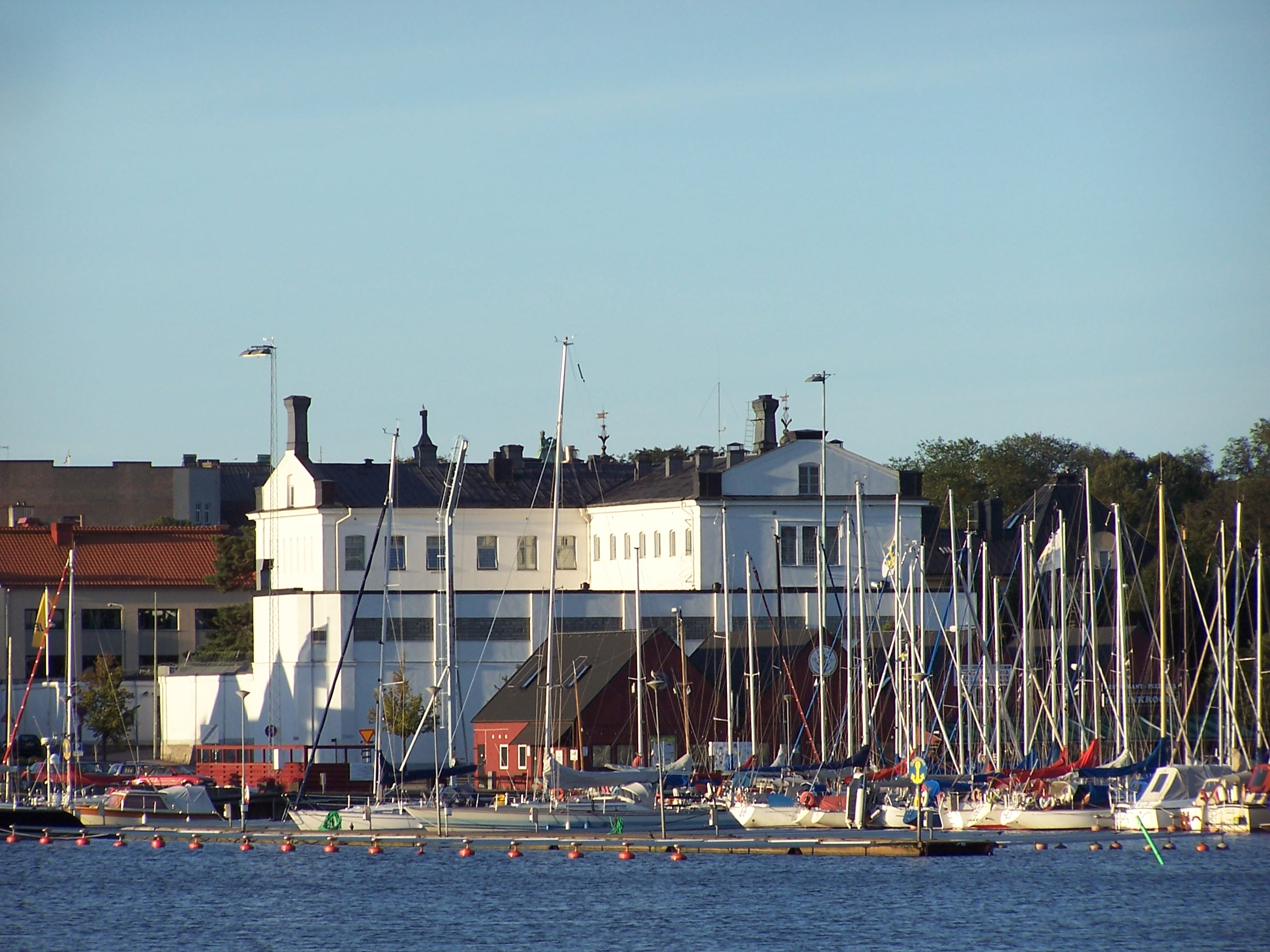
Więzienie
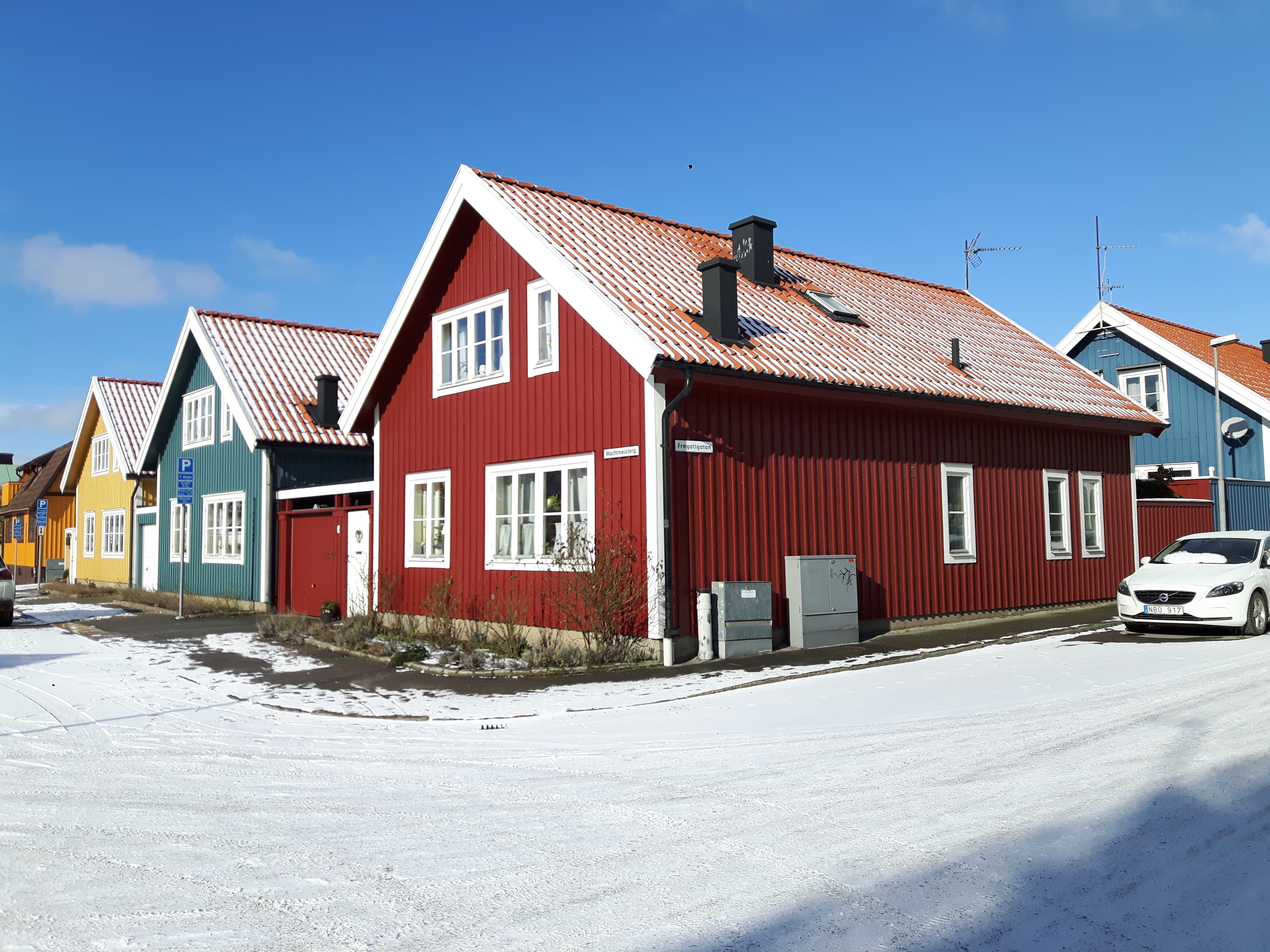
Domy na wyspie Saltö